# Helen Fein
Helen Fein (1934-14 de mayo de 2022) fue una socióloga histórica y profesora especializada en genocidio, derechos humanos, violencia colectiva y otros temas. Es autora y editora de cuatro libros y monografías, antigua asociada del Programa de Seguridad Internacional (Universidad de Harvard), y fundadora y primera presidenta de la Asociación Internacional de Académicos sobre el Genocidio. Fue directora ejecutiva del Instituto para el Estudio del Genocidio (Universidad de la Ciudad de Nueva York). Falleció el 14 de mayo de 2022.

## Publicaciones
- Genocide Watch, 1992.
- Genocide: A Sociological Perspective, 1993
- Accounting for Genocide, 1979
- Human Rights and Wrongs, 2007